# Petite-Chaux
Petite-Chaux je francouzská obec v departementu Doubs v regionu Burgundsko-Franche-Comté. Žije zde 174 obyvatel.

## Geografie

### Sousední obce
| Růžice kompasu | Le Crouzet  | Reculfoz     |        | Růžice kompasu |
| Růžice kompasu | Chaux-Neuve | Sever        | Mouthe | Růžice kompasu |
| Růžice kompasu | Chaux-Neuve | Petite-Chaux | Mouthe | Růžice kompasu |
| Růžice kompasu | Chaux-Neuve | Jih          | Mouthe | Růžice kompasu |
| Růžice kompasu |             |              |        | Růžice kompasu |